# Кэнроку-эн
Парк Кэнроку-эн (яп. 兼六園) — самый большой парк Канадзавы, один из Трёх знаменитых парков Японии. Название означает Сад шести достоинств.

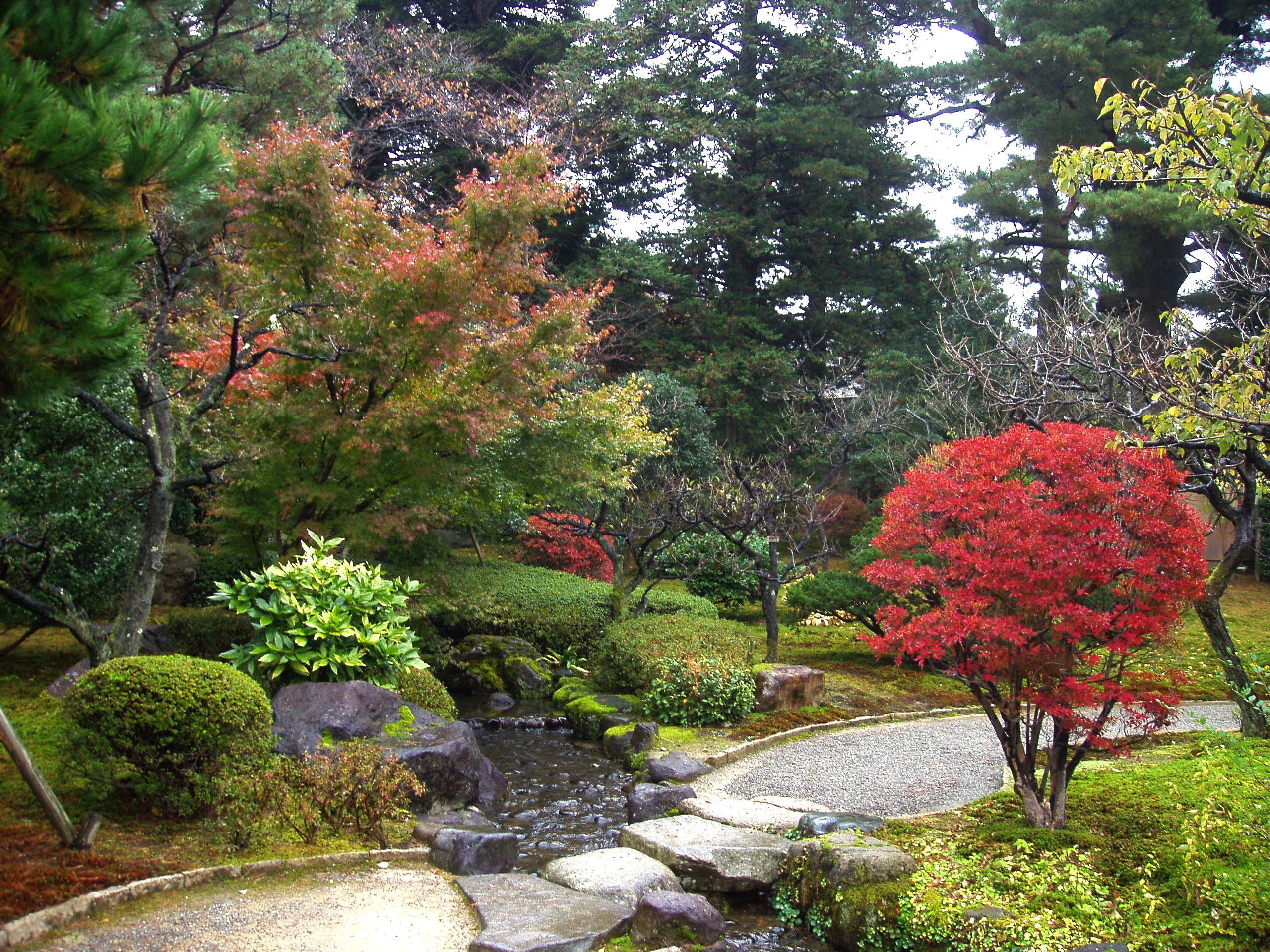
Парк Кэнроку-эн

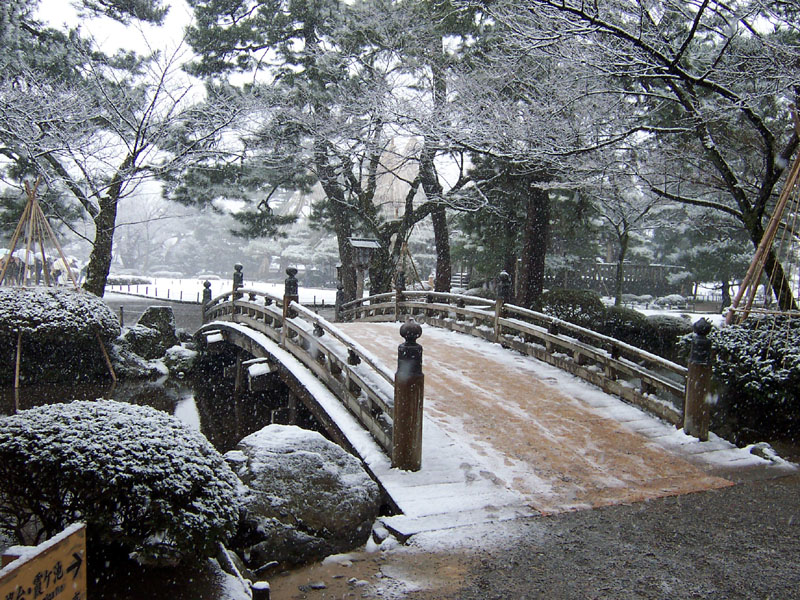
Мост в парке Кэнроку-эн

Изначально это был сад замка Канадзава. Парк был создан в XVII веке и открыт для публики в 1875 году.
На территории в 25 акров (114 436,65 м²) расположено множество деревьев (около 8 750), цветов и других растений (всего 183 вида), пруды, водопады, ручьи, мосты. Среди достопримечательностей парка — древний фонтан и чайный домик.
Вода подается из удалённой реки по сложной системе водоснабжения, построенной еще в 1632 году. Зимой особый колорит парку Кэнроку-эн придают канаты, протянутые с вершин деревьев, для того чтобы уберечь их от обламывания под тяжестью снега.

## История
Парк Кэнроку-эн создавался начиная с 1620 по 1840 годы кланом Маэда, даймё, управляющими владением Кага (加賀藩), занимающими современную территорию префектур Исикава и Тояма в течение периода Эдо.
Парк расположен с наружной стороны замка Канадзава и занимает территорию в 114,436.65 м². Его начало берёт с 1676 года, когда 5-й лорд Маэда Цунамори перевёл свою администрацию в замок и начал заниматься благоустройством прилегающей территории. Однако этот сад был разрушен пожаром в 1759 году.
Реставрация парка началась в 1774 году 11-й лордом Маэда Харунага, который создал Изумрудный водопад (Midori-taki) и чайный павильон Югао-тэй (Yugao-tei). Улучшения продолжались до 1822 года, когда 12-й даймё Маэда Наринага провёл по саду множество ручьёв, запитанных из канала Тацуми. 13-й лорд Маэда Нариясу увеличил количество ручьёв и расширил пруд Касуми (Kasumi). 

Сад был открыт для публичного доступа 7 мая 1874 года.

## Галерея

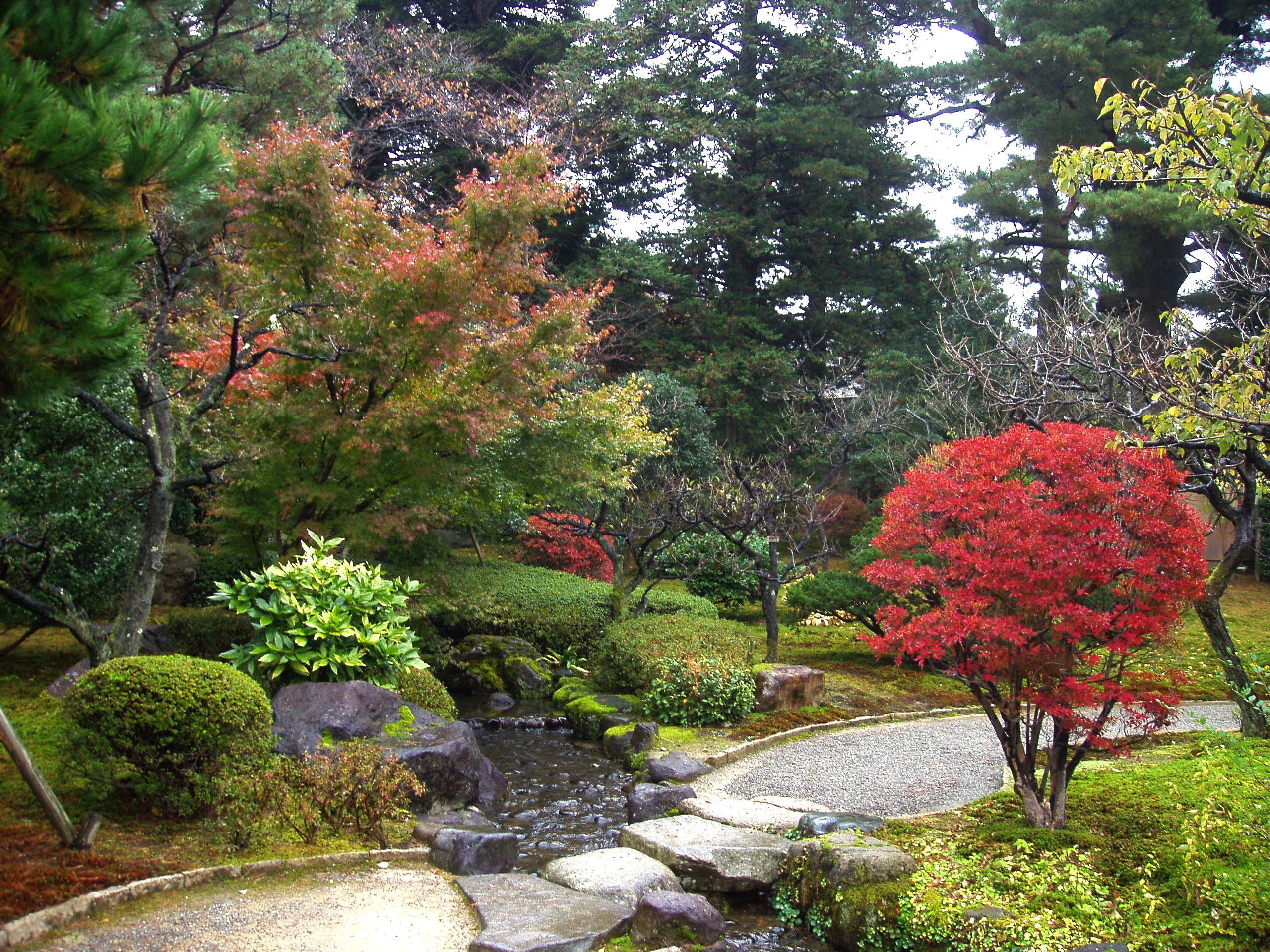
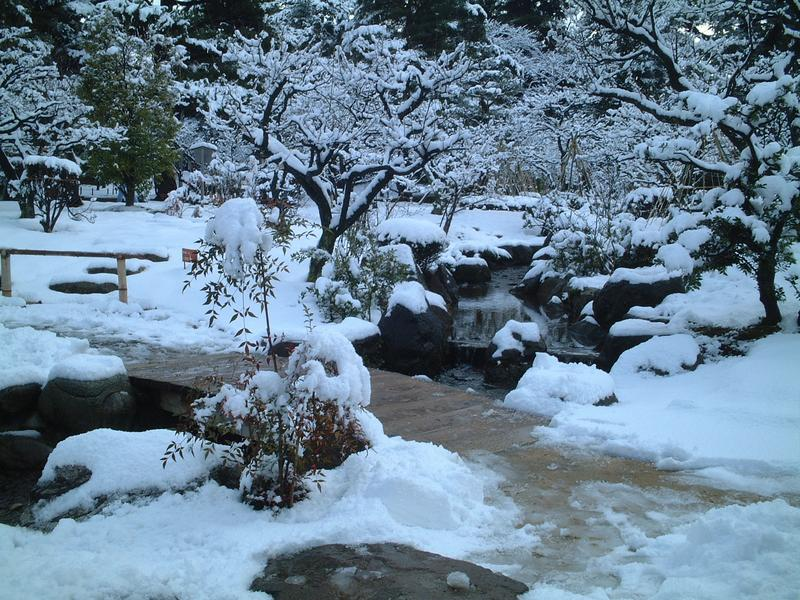
Кэнроку-эн, покрытый снегом.
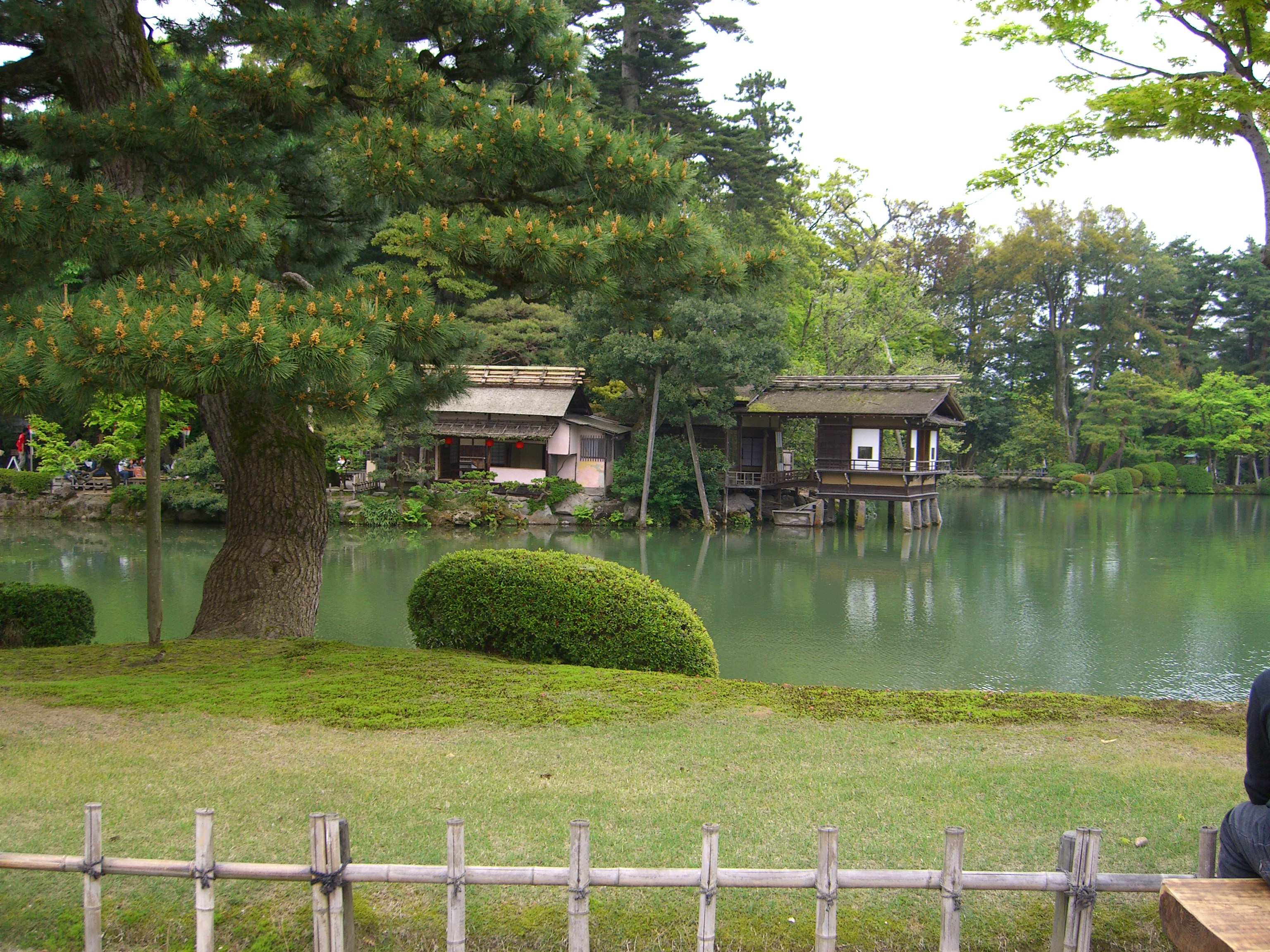
Чайный павильон Утихаси-тэй, пруд Касуми, ранний май
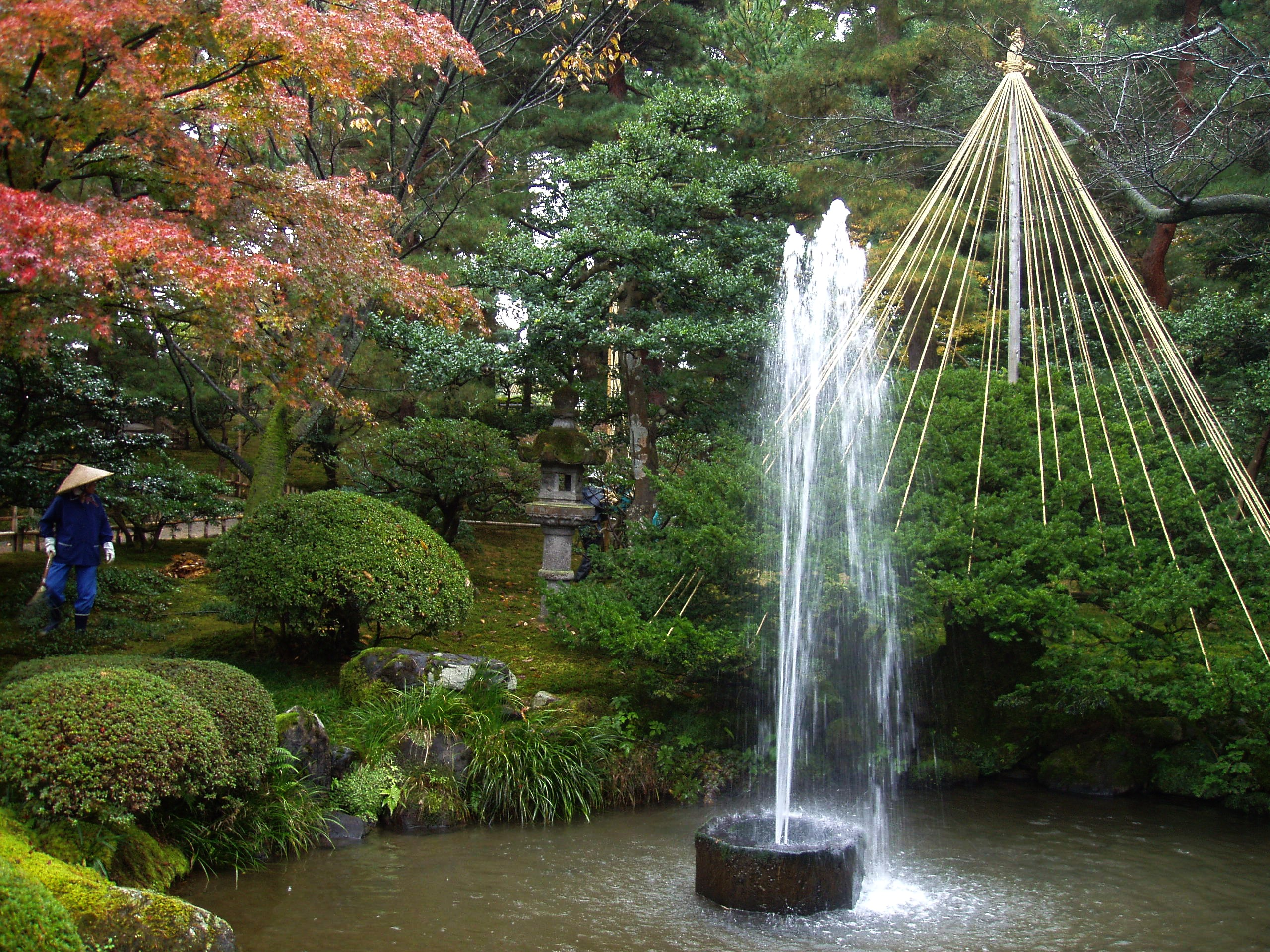
Фонтан, середина ноября.
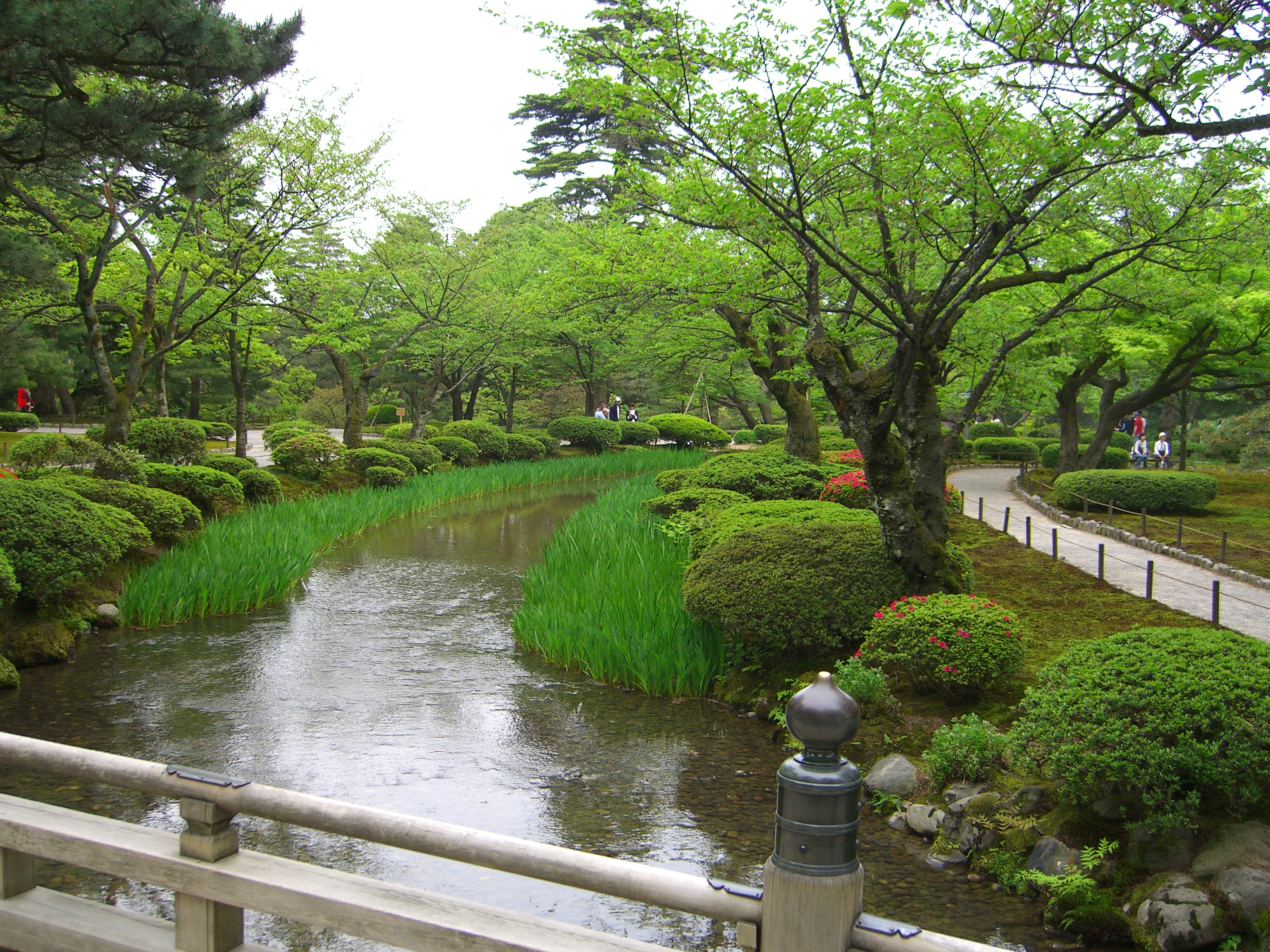
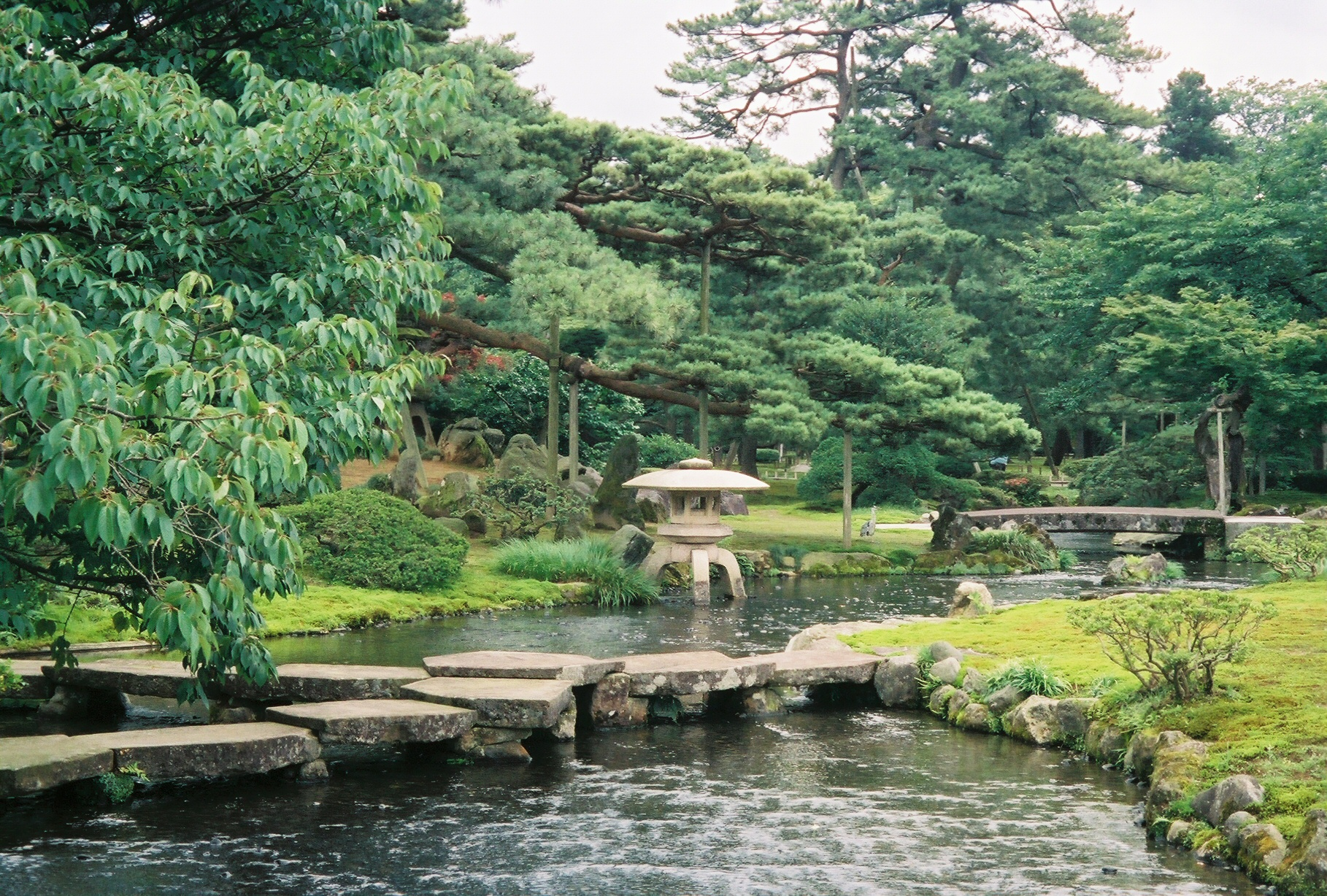
Мост летящих гусей
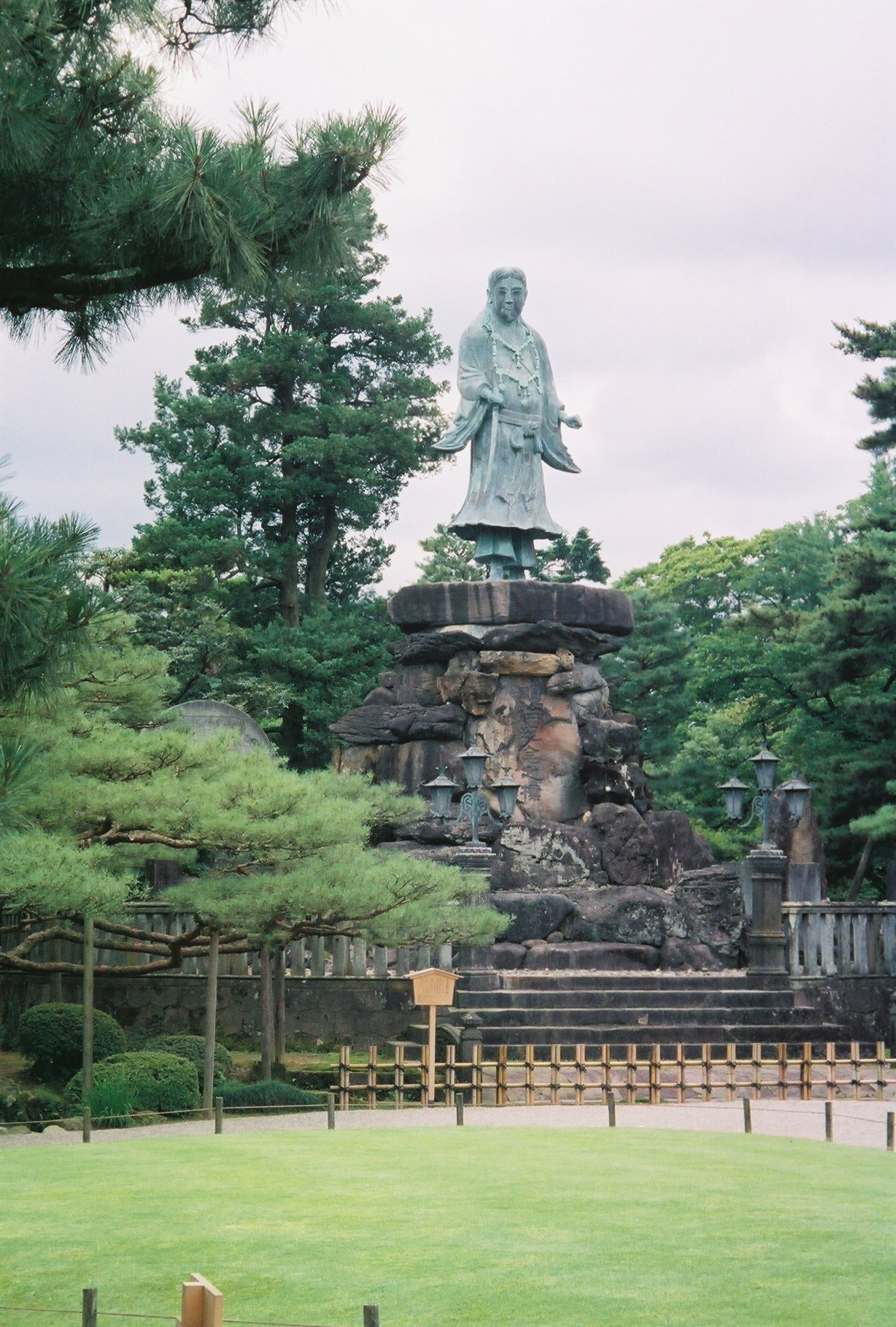
Статуя Ямато Такеру
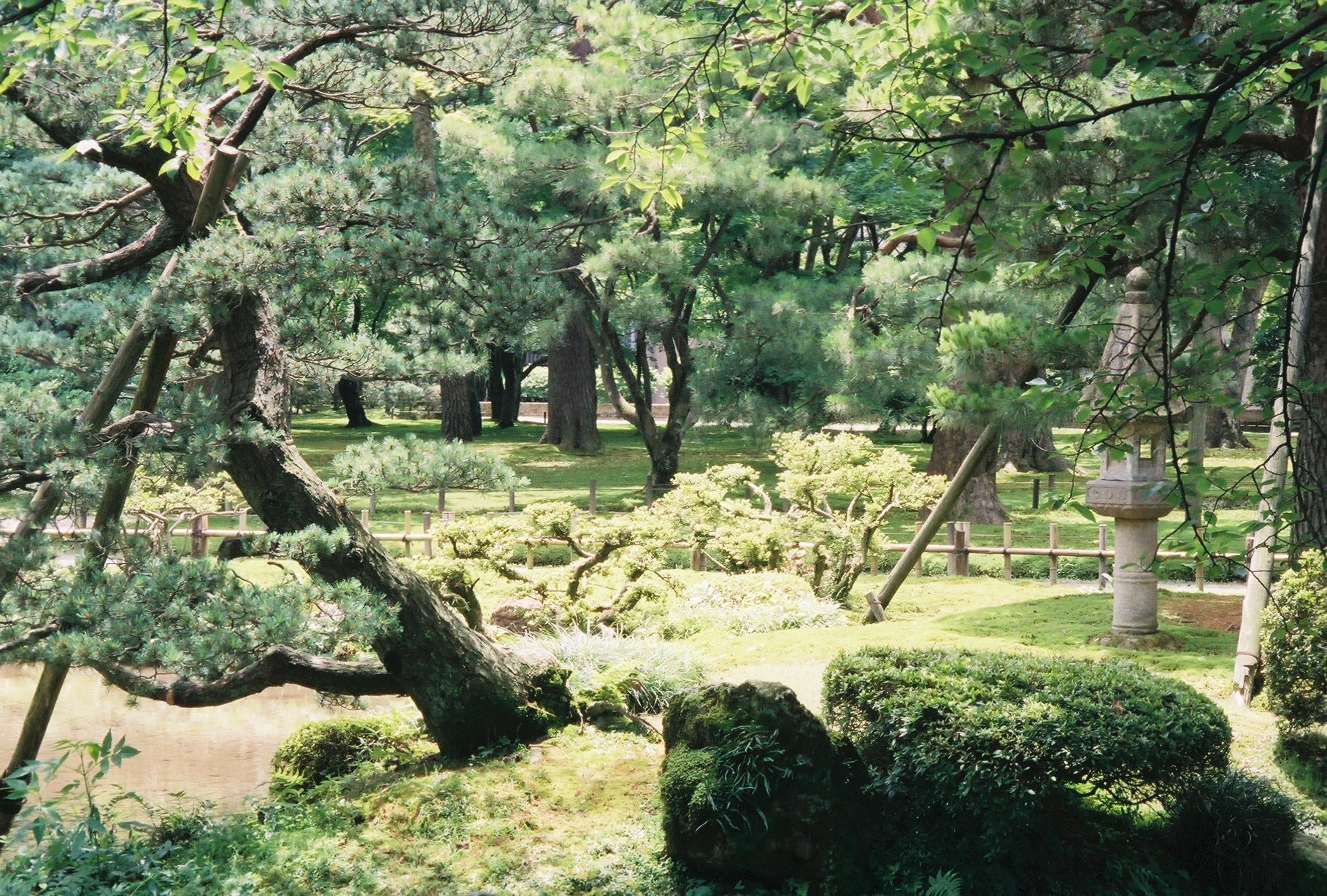
Сосны и светильники
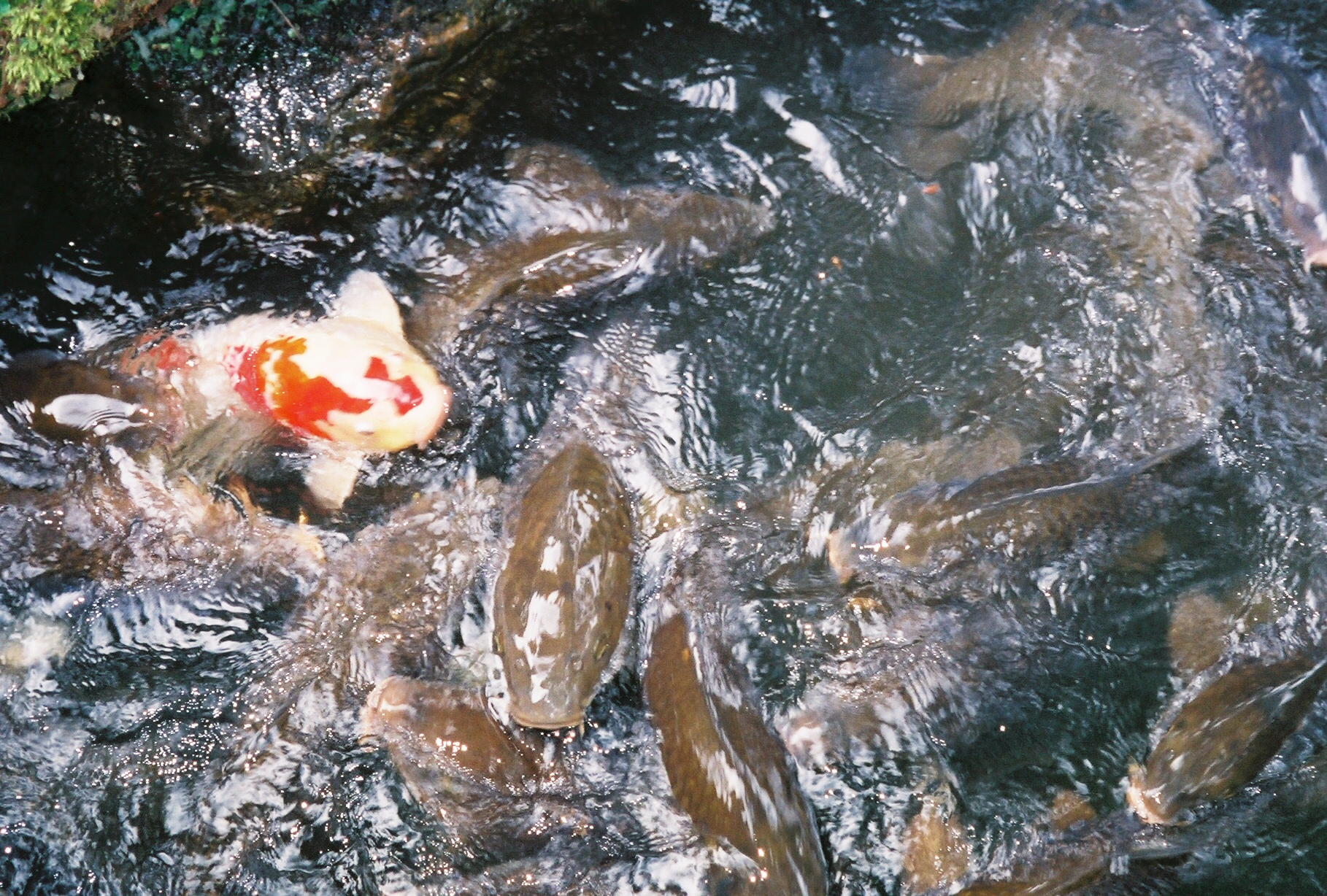
Карпы кои
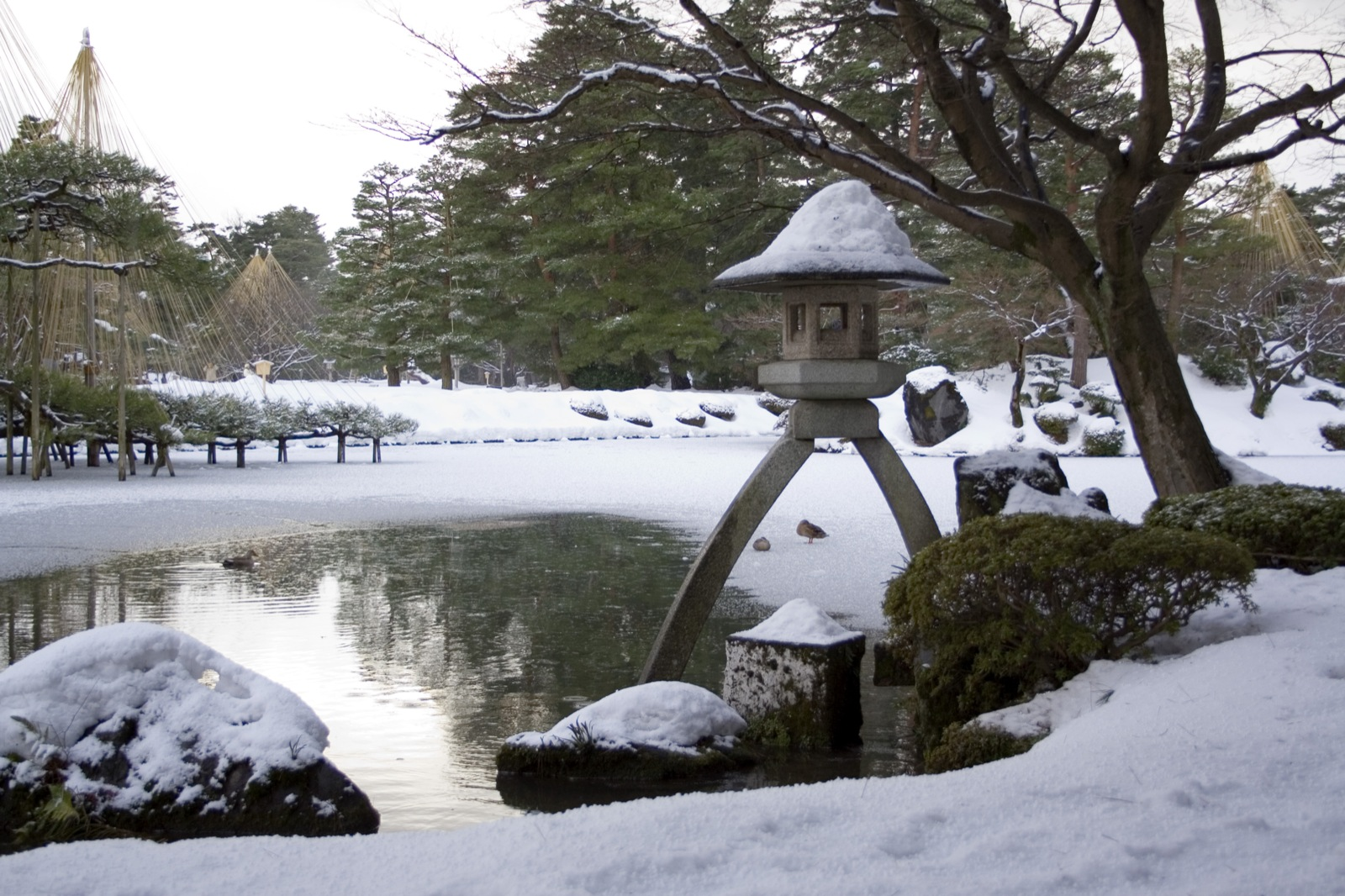
Зимний вид на светильник Котодзи-торо (Kotoji-tōrō).
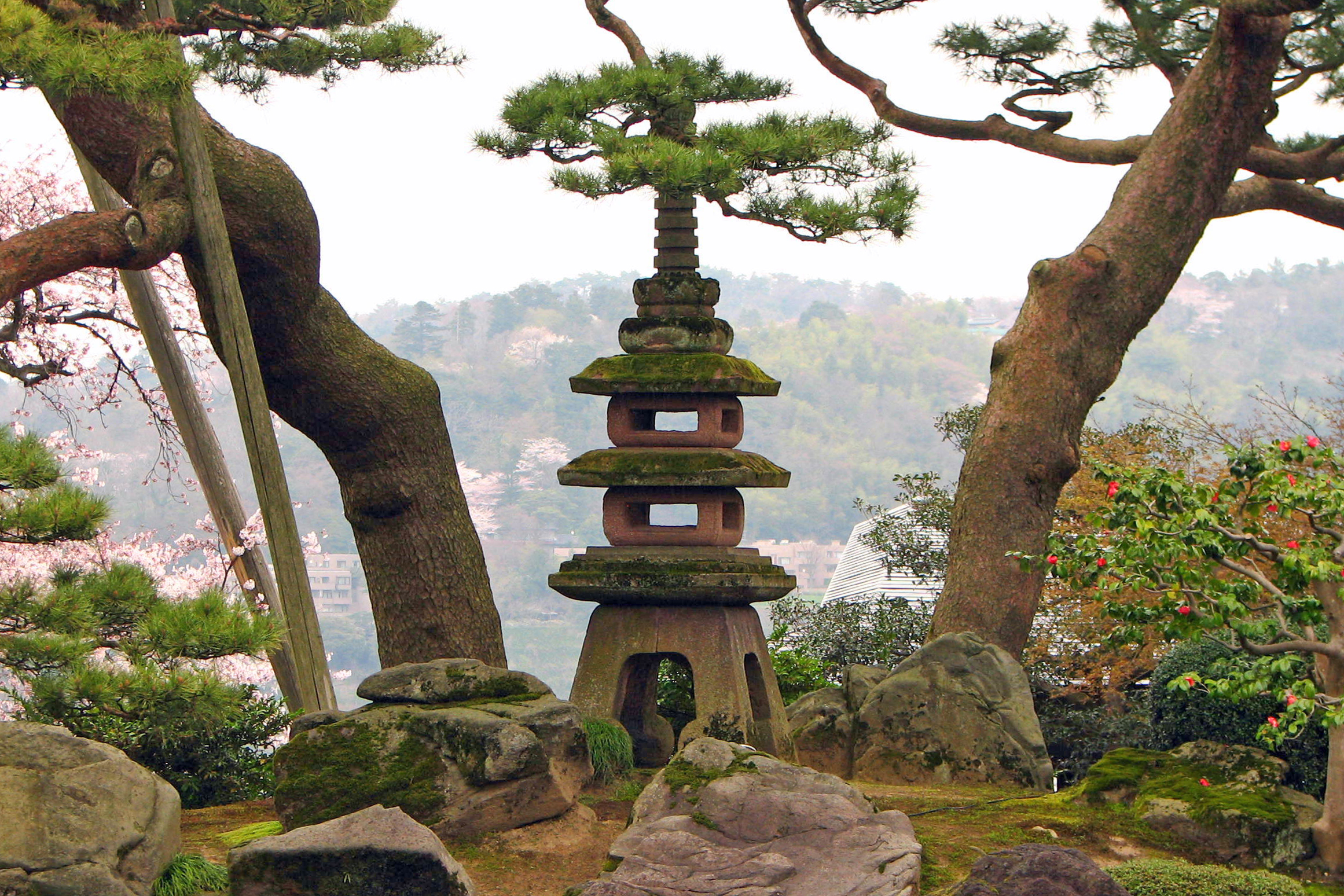
Светильник